# Ентони Шерић
Ентони Шерић (Сиднеј, 15. јануар 1979) је бивши хрватски фудбалер. Играо је на позицији левог бека.

## Успеси
Панатинаикос
- Куп Грчке: (финале: 2006/07)[3]

 Хајдук Сплит
- Куп Хрватске (1): 2009/2010.[4]

 Хрватска
- Светско првенство у фудбалу:  1998.[5]

Појединачни
- Државна награда за спорт Фрањо Бучар: 1998.[6]
- Орден Хрватског преплета: 1998.[7]